# Lee Rodriguez
Lee Rodriguez (* 28. November 1999 in Fresno, Kalifornien) ist eine US-amerikanische Schauspielerin. Bekanntheit erlangte sie unter anderem durch ihre Rolle als Fabiola Torres in der Netflix-Serie Noch nie in meinem Leben ….

## Biographie
Rodriguez, Tochter eines Hispaniers und einer Afroamerikanerin, wurde im kalifornischen Fresno geboren und wuchs in Hesperia auf. Sie belegte an der High School verschiedene Kurse in darstellender Kunst und Gesang. Im Jahr 2018 debütierte Rodriguez mit Episodenrollen in den Fernsehserien Class of Lies als Bea und Grown-ish als Naomi. Von 2020 bis zum Serienende 2023 gehörte sie in der Hauptrolle als Fabiola Torres, einer intelligenten, homosexuellen Teenagerin, zum Cast der Netflix-Serie Noch nie in meinem Leben …. Im Oktober 2020 outete sich Rodriguez als queer.

## Filmographie
- 2018: Class of Lies (Fernsehserie, 3 Episoden)
- 2018: Grown-ish (Fernsehserie, Episode 1x03 If You're Reading This It's Too Late)
- 2020–2023: Noch nie in meinem Leben … (Never Have I Ever, Fernsehserie, 35 Episoden)
- 2021: Go Off with Jess & Julissa (Fernsehserie, 2 Episoden)
- 2023: The Good Doctor (Fernsehserie, Episode 6x17 Second Chances and Past Regrets)